# Ceica
Ceica è un comune della Romania di 3 904 abitanti, ubicato nel distretto di Bihor, nella regione storica della Transilvania.
Il comune è formato dall'unione di 7 villaggi: Ceica, Bucium, Ceișoara, Corbești, Cotiglet, Dușești e Incești.
Di rilievo la presenza nel villaggio di Corbești dei resti di una fortificazione medievale (XIV-XV secolo) denominata La cetate.